# 深水藤子
深水 藤子（ふかみず ふじこ、1916年4月10日 - 2011年12月18日）は、日本の映画女優である。画家の伊東深水が同芸名の名づけ親で、本名は安田 富士子（やすだ ふじこ、旧姓）。戦前の日活京都の時代劇スター女優であり、戦後は沈黙したが、林海象監督の手によりふたたびスクリーンに登場した。

## 来歴・人物
1916年（大正5年）4月10日、東京府荏原郡品川町大字北品川宿（現在の品川区北品川1丁目）に、江戸時代末期から続く蕎麦屋「養老庵」を営む父・松太郎、母・まんの長女として生まれる。2人兄妹の兄である長男はのちの映画監督の安田公義である。
7歳から花柳流舞踊を習いはじめ、1929年（昭和4年）に東海尋常小学校を卒業して東京高等女学校（現・東京女子学園高等学校）へ進学するも、1931年（昭和6年）に中退、同年5月に松竹蒲田撮影所に入社、研修生となる。長田 富士絵（ながた ふじえ）名義で翌1932年（昭和7年）2月4日に公開された斎藤寅次郎監督のスラップスティック・コメディ『三太郎満州出征』のヒロインに抜擢されるが、あまり目立たず、松竹下加茂撮影所への異動を勧められるが両親に反対される。同年10月の日活太秦撮影所の募集に応募、審査員のひとりだった画家の伊東深水（のちの女優朝丘雪路の父）の激しいプッシュで合格者7人に残る。伊東が「深水藤子」の名を命名するにおよび、両親は京都行きを賛成した。
同年11月、日活太秦の時代劇部に入社、さっそく12月1日公開の『煩悩秘文書』三部作（監督渡辺邦男）に出演、大河内伝次郎の相手役に抜擢された。半年後の1933年（昭和8年）5月に現代劇部に転向、大谷俊夫監督の『娘十六』、倉田文人監督の『恋知る頃』に主演した。翌1934年（昭和9年）4月の現代劇部の多摩川撮影所移転にともない東京に戻り、主演を含め3本に出演したところで同年9月にP.C.L.映画製作所の引き抜きに遭い、いったんは日活に辞表を提出する。最終的には日活に残留、同年12月には日活京都撮影所（日活太秦から名称変更後）に異動、さっそく稲垣浩監督のトーキー、『新選組 前後篇』に出演した。
1935年（昭和10年）、19歳になり、山中貞雄監督の『丹下左膳余話 百萬両の壺』に出演、ひきつづき稲垣・山中共同監督作品『関の弥太ッぺ』の大河内の相手役に抜擢される。山中監督の『街の入墨者』に抜擢されるにいたり、山中とのロマンスが噂されるようになる。同作は同年の「キネマ旬報」誌ベストテン2位に選ばれたが、プリントは現存しない。同年から足掛け2年がかりの稲垣監督の超大作『大菩薩峠』に出演、花井蘭子と双璧の日活時代劇スターとなった。翌1936年（昭和11年）1月8日のスタジオ開きで、花井は功労賞、深水は技芸賞を受賞した。
1937年（昭和12年）、ひさしぶりに山中監督の『森の石松』に出演、山中は同作を最後に日活を退社、P.C.L.に移籍する。移籍後第1作の『人情紙風船』を最後に、8月に応召、翌1938年（昭和13年）9月17日に戦死してしまう。深水は山中との結婚を心に決めていたという説がある。
プライヴェイトな別離とは裏腹に、当時の深水はまさに絶頂期で、1937年6月の花井の退社・J.O.スタヂオ入り以来、日活時代劇の娘役の筆頭スターの地位を独走、5月に阪東妻三郎がプロダクションを解散して日活入りすると、阪東主演、マキノ正博監督の『国定忠治』で相手役を、翌1938年1月、嵐寛寿郎がプロダクションを解散して日活入りすると、『鞍馬天狗』で共演する。阪妻・嵐寛・千恵蔵揃い踏みの『忠臣蔵』地の巻（監督池田富保）/天の巻（監督マキノ正博）、および『続水戸黄門廻国記』（監督池田富保）の同年の2大作品にも出演した。
1942年（昭和17年）1月の戦時統合による大映への合併を期に退社、26歳で映画女優を引退した。このときすでに100本の映画に出演していた。川浪良太郎一座に加わり、舞台を踏んだ。戦後は大映の伊藤大輔・稲垣浩共同監督作品『東海水滸伝』（1945年）や東宝の小田基義監督作品『音楽五人男』（1947年）に顔を出したが、基本的には引退している。1951年（昭和26年）10月、中園忠淳と結婚、一男をもうけたのちに離婚した。
1986年（昭和61年）、林海象監督のデビュー作『夢みるように眠りたい』、1989年（平成元年）の次作『二十世紀少年読本』に40年ぶりに出演して話題となった。
2011年12月18日静岡県にて死去。享年95。

## おもなフィルモグラフィ

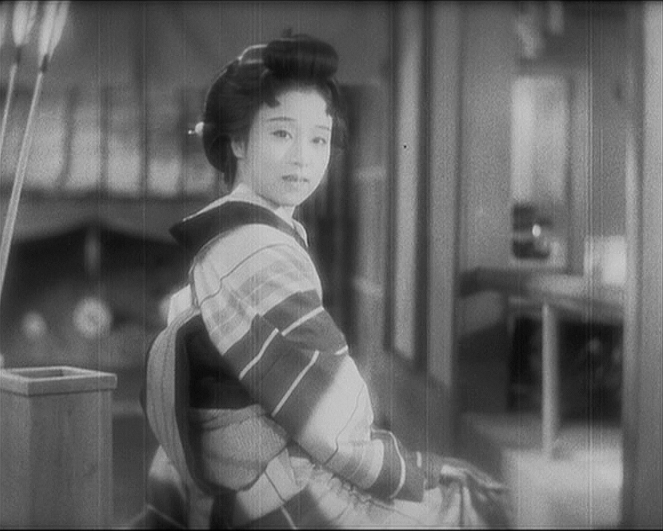
『丹下左膳余話 百萬両の壺』

- 三太郎満州出征　1932年　監督斎藤寅次郎　※松竹蒲田撮影所、「長田富士絵」名義
- 煩悩秘文書 流星篇　1932年　監督渡辺邦男、主演大河内伝次郎　※日活太秦撮影所、以下「深水藤子」名義
- 煩悩秘文書 剣光篇　1932年　監督渡辺邦男、主演大河内伝次郎
- 煩悩秘文書 解脱篇　1933年　監督渡辺邦男、主演大河内伝次郎
- 娘十六　1933年　監督大谷俊夫
- 恋知る頃　1933年　監督倉田文人
- 新選組 前後篇　1934年　監督稲垣浩
- 丹下左膳余話 百萬両の壺　1935年　監督山中貞雄、原作林不忘、主演大河内伝次郎
- 関の弥太ッぺ　1935年　監督稲垣浩・山中貞雄、原作長谷川伸、主演大河内伝次郎
- 街の入墨者　1935年　監督山中貞雄、主演河原崎長十郎
- 大菩薩峠 第一篇 甲源一刀流の巻　1935年　監督稲垣浩、応援監督山中貞雄・荒井良平、原作中里介山、主演大河内伝次郎
- 大菩薩峠 鈴鹿山の巻 / 壬生島原の巻　1936年　監督稲垣浩、原作中里介山、主演大河内伝次郎
- 森の石松　1937年　監督山中貞雄、主演黒川弥太郎
- 国定忠治　1937年　監督マキノ正博、主演阪東妻三郎
- 鞍馬天狗 角兵衛獅子の巻　1938年　監督マキノ正博・松田定次、主演嵐寛寿郎
- 忠臣蔵 地の巻　1938年　監督池田富保、主演阪東妻三郎、嵐寛寿郎、片岡千恵蔵
- 忠臣蔵 天の巻　1938年　監督マキノ正博、主演阪東妻三郎、嵐寛寿郎、片岡千恵蔵
- 続水戸黄門廻国記　1938年　監督池田富保、主演阪東妻三郎、嵐寛寿郎、片岡千恵蔵
- 鴛鴦歌合戦　1939年　監督マキノ正博、主演片岡千恵蔵、市川春代、ディック・ミネ
- 東海水滸伝　1945年　監督伊藤大輔・稲垣浩、主演阪東妻三郎、逢初夢子　※大映
- 音楽五人男　1947年　監督小田基義、主演古川緑波、藤山一郎　※東宝
- 夢みるように眠りたい　1986年　監督林海象、主演佐野史郎　※映像探偵社
- 二十世紀少年読本　1989年　監督林海象、主演三上博史　※CBSソニー・グループ